# 八雲剣豪
八雲 剣豪（やぐも けんごう）は『くじびきアンバランス』、『行殺・新選組』のイラストで知られる、日本の漫画家・イラストレーターである。『マブラヴ』のキャラクターデザインを務めたBouの弟にあたる。 

## 参加作品
- アニメ
  - くじびきアンバランス（キャラクター原案）
- 漫画
  - えむよん（月刊コミックガム）
- ゲーム
  - 行殺・新選組 人斬り美少女あどべんちゃ〜（イラスト・キャラクターデザイン）
  - 行殺・新選組 ふれっしゅ（イラスト・キャラクターデザイン）
  - ライアー大戦 じゃんまげどん
  - Fate/hollow ataraxia トラぶる花札道中記　セラ、リズ（イラスト）
  - マブラヴ（ディフォルメキャラクターデザイン）
  - マブラヴ サプリメント（ディフォルメキャラクターデザイン）
  - マブラヴ オルタネイティヴ（ディフォルメキャラクターデザイン）
  - マブラヴ ALTERED FABLE（ディフォルメキャラクターデザイン）
- 小説
  - くじびきアンバランス（イラスト）
  - 御手洗学園高等部実践ミステリ倶楽部（イラスト）
  - どらごん・はんたぁ（イラスト）

- その他
  - 新世紀エヴァンゲリオン EX大冒険フィギュアfeat.八雲剣豪（モデルデザイン）
  - 涼宮ハルヒの憂鬱 ヴィネッティアムキュート（モデルデザイン）
  - 俺の妹がこんなに可愛いわけがない キャラキュートfeat.八雲剣豪（モデルデザイン）

他にもイラスト等を多数発表している。